# Lova mig att du är där
"Lova mig att du är där" är en sång från 2003 av Tomas Ledin. Sången finns med på livealbumet I sommarnattens ljus. Den finns även utgiven som promotionsingel.
Låten låg på en tiondeplats på Svensktoppen 2003 under en vecka.

### Fotnoter
1. ↑  ”"Lova mig att du är där"”. Svensk mediedatabas. http://smdb.kb.se/catalog/search?q=Tomas+Ledin+Lova+mig+att+du+%C3%A4r+d%C3%A4r&x=0&y=0. Läst 18 januari 2013.
2. ↑  ”Svensktoppen 2003”. Sveriges Radio. http://sverigesradio.se/sida/topplista.aspx?programid=2023&date=2003-10-12. Läst 14 januari 2013.